# Mango (Sänger)

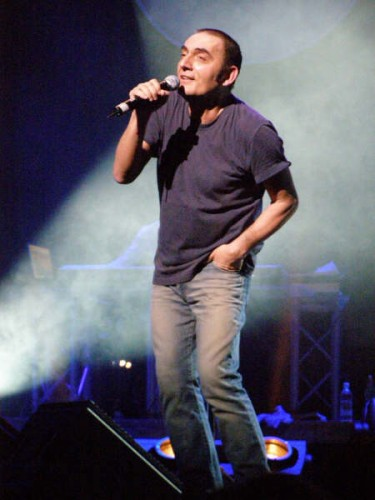
Mango (2009)

Giuseppe „Pino“ Mango, bekannt als Mango (* 6. November 1954 in Lagonegro, Provinz Potenza; † 8. Dezember 2014 in Policoro, Provinz Matera), war ein italienischer Cantautore (Liederdichter).

## Leben und Karriere

### Anfänge
Schon als Kind sammelte Mango erste musikalische Erfahrungen als Sänger in lokalen Bands, darunter jener seines Bruders Michele. In seiner Jugend wurde er von internationalem Rock und Blues geprägt, etwa Deep Purple, Robert Plant, Aretha Franklin und den Rolling Stones. Nach Abschluss der Schule begann er ein Soziologiestudium an der Universität Salerno, doch schon bald konzentrierte er sich hauptsächlich auf die Musik.
Im Jahr 1975 zog Mango zusammen mit seinem Bruder Armando, der ihm als Liedtexter zur Seite stand, nach Rom. Dort lernte er Renato Zero kennen, der ihn beim Label RCA einführte und ihn unter anderem mit Franco Migliacci bekannt machte. Mit dem Lied Su questa terra solo mia und dem zugehörigen Album La mia ragazza è un gran caldo debütierte er 1976 bei RCA. Nach weiteren Singleveröffentlichungen erschien 1979 Mangos zweites Album Arlecchino beim Label Numero Uno.
Danach wechselte der Musiker zum Label Fonit Cetra. 1982 veröffentlichte er sein drittes Album È pericoloso sporgersi, das jedoch wie die beiden Vorgänger nur wenig Aufmerksamkeit erhielt und ein Misserfolg wurde. Als Songwriter war er zu jener Zeit für Patty Pravo, Mia Martini und Scialpi tätig. Mango beschloss, aufgrund der enttäuschenden Erfahrungen die Musikkarriere aufzugeben und sich wieder auf sein Studium zu konzentrieren. Doch 1983 wurde Mogol auf ihn aufmerksam und überzeugte ihn, es doch noch einmal zu versuchen.

### Durchbruch
Mit dem von Mogol getexteten Lied Oro begann Mango 1984 diese neue Phase seiner Karriere. Beim Sanremo-Festival 1985 präsentierte er in der Newcomer-Kategorie das Lied Il viaggio und wurde dafür mit dem Kritikerpreis ausgezeichnet. Im Anschluss erschien das nächste Album Australia. Er war auch weiter als Songwriter und Produzent tätig, etwa für seine Partnerin Laura Valente, aber auch für Loredana Bertè und Loretta Goggi. Sein Beitrag zum Sanremo-Festival 1986 Lei verrà war ebenso wie das folgende Album Odissea ein Charterfolg.
Beim Sanremo-Festival 1987 präsentierte Mango das Lied Dal cuore in poi. Im selben Jahr lernte er Lucio Dalla kennen, mit dem er Bella d’estate schrieb, ein Lied, das sich zum Sommerhit entwickelte und auch über Italien hinaus bekannt wurde. Es folgte das Album Adesso, das in ganz Europa veröffentlicht wurde und auch eigens für den spanischen Markt als Ahora neu auf Spanisch aufgenommen wurde. Dieser grenzüberschreitende Erfolg setzte sich auch mit dem nächsten Album Inseguendo l’aquila (in Spanien: Hierro y fuego) fort.
Mit Tu… sì nahm Mango am Sanremo-Festival 1990 teil. Das folgende Album Sirtaki (unter dem gleichen Titel in Spanien erschienen) mit den Singles Nella mia città und Come Monna Lisa wurde sein bis dahin größter Erfolg. 1992 veröffentlichte er sein nächstes Album, Come l’acqua, auf dem er mit bekannten Studiomusikern wie Dominic Miller, Pino Palladino und Manu Katché zusammenarbeitete. Das Album enthielt das bekannte Lied Mediterraneo. Bis 1999 erschienen zwei weitere Studioalben, ein Livealbum und ein Best-of. Außerdem nahm Mango an den Sanremo-Festivals 1995 (mit Dove vai) und 1998 (mit Luce, im Duett mit Zenima) teil.

### Neue Wege
Im neuen Jahrtausend meldete sich Mango 2002 mit dem Album Disincanto zurück, auf dem er erstmals auch die meisten Liedtexte selbst verfasste. Das Album enthielt das bekannte Lied La rondine sowie das Beatles-Cover Michelle. Mit Ti porto in Africa setzte Mango 2004 diese neue künstlerische Richtung fort: Alle Lieder des Albums stammten vollständig aus seiner Feder. Das Album enthielt auch ein Duett mit Lucio Dalla. Im selben Jahr erschien Mangos erster Gedichtband Nel malamente mondo non ti trovo.
Es folgten die Alben Ti amo così (2005) und L’albero delle fate (2007). Beim Sanremo-Festival 2007 präsentierte Mango das Lied Chissà se nevica. Im selben Jahr veröffentlichte er auch seinen zweiten Gedichtband Di quanto stupore. 2008 erschien das Coveralbum Acchiappanuvole, auf dem der Musiker Lieder von Fabrizio De André, Ivano Fossati, Lucio Battisti, Franco Battiato, Pino Daniele, John Lennon, Creedence Clearwater Revival, Claudio Baglioni, Elisa, Francesco De Gregori, Patty Pravo, Renato Zero, Luigi Tenco und Anna Oxa neu interpretierte. Nach mehreren Live-Projekten veröffentlichte Mango 2011 das Studioalbum La terra degli aquiloni. 2014 folgte das Coveralbum L’amore è invisibile.
Am 8. Dezember 2014 starb Mango im Alter von 60 Jahren während eines Benefizkonzerts in Policoro an einem Herzinfarkt.

### Privatleben
Mit der Sängerin Laura Valente (Matia Bazar), die er 1983 kennengelernt und 2004 geheiratet hatte, hatte er zwei Kinder: Filippo (* 1995) und Angelina (* 2001).

## Diskografie
Anmerkung: Etwaige abweichende spanische Titel sind nach dem Schrägstrich angegeben.

### Studioalben
| Jahr | Titel Musiklabel                                 | Höchstplatzierung, Gesamtwochen, AuszeichnungChartplatzierungen (Jahr, Titel, Musiklabel, Platzierungen, Wochen, Auszeichnungen, Anmerkungen) | Höchstplatzierung, Gesamtwochen, AuszeichnungChartplatzierungen (Jahr, Titel, Musiklabel, Platzierungen, Wochen, Auszeichnungen, Anmerkungen) | Höchstplatzierung, Gesamtwochen, AuszeichnungChartplatzierungen (Jahr, Titel, Musiklabel, Platzierungen, Wochen, Auszeichnungen, Anmerkungen) | Anmerkungen |
| Jahr | Titel Musiklabel                                 | IT | CH | ES | Anmerkungen |
| ---- | ------------------------------------------------ | --- | --- | --- | ----------- |
| 1976 | La mia ragazza è un gran caldo RCA               | — | — | — |             |
| 1979 | Arlecchino Numero Uno                            | — | — | — |             |
| 1982 | È pericoloso sporgersi Fonit Cetra               | — | — | — |             |
| 1985 | Australia Fonit Cetra                            | — | — | — |             |
| 1986 | Odissea Fonit Cetra                              | IT12 (12 Wo.)IT | — | — |             |
| 1987 | Adesso / Ahora Fonit Cetra                       | IT6 (24 Wo.)IT | — | ES28 (10 Wo.)ES |             |
| 1988 | Inseguendo l’aquila / Hierro y fuego Fonit Cetra | IT13 (7 Wo.)IT | — | — |             |
| 1990 | Sirtaki Fonit Cetra                              | IT3 (23 Wo.)IT | — | — |             |
| 1992 | Come l’acqua Fonit Cetra                         | IT5 (17 Wo.)IT | — | — |             |
| 1994 | Mango Flashback                                  | IT12 (30 Wo.)IT | — | — |             |
| 1997 | Credo Fonit Cetra                                | IT14 (10 Wo.)IT | — | — |             |
| 2002 | Disincanto WEA                                   | IT3 (43 Wo.)IT | CH64 (10 Wo.)CH | — |             |
| 2004 | Ti porto in Africa WEA                           | IT5 (18 Wo.)IT | — | — |             |
| 2005 | Ti amo così Columbia                             | IT14 (18 Wo.)IT | — | — |             |
| 2007 | L’albero delle fate Columbia                     | IT7 (14 Wo.)IT | — | — |             |
| 2008 | Acchiappanuvole Columbia                         | IT3 (30 Wo.)IT | — | — |             |
| 2011 | La terra degli aquiloni Sony                     | IT8 (14 Wo.)IT | — | — |             |
| 2014 | L’amore è invisibile Sony                        | IT10 (8 Wo.)IT | — | — |             |

grau schraffiert: keine Chartdaten aus diesem Jahr verfügbar

### Livealben
| Jahr | Titel Musiklabel                | Höchstplatzierung, Gesamtwochen, AuszeichnungChartplatzierungen (Jahr, Titel, Musiklabel, Platzierungen, Wochen, Auszeichnungen, Anmerkungen) | Höchstplatzierung, Gesamtwochen, AuszeichnungChartplatzierungen (Jahr, Titel, Musiklabel, Platzierungen, Wochen, Auszeichnungen, Anmerkungen) | Höchstplatzierung, Gesamtwochen, AuszeichnungChartplatzierungen (Jahr, Titel, Musiklabel, Platzierungen, Wochen, Auszeichnungen, Anmerkungen) | Anmerkungen |
| Jahr | Titel Musiklabel                | IT | CH | ES | Anmerkungen |
| ---- | ------------------------------- | --- | --- | --- | ----------- |
| 1995 | Dove vai… EMI                   | IT12 (16 Wo.)IT | — | — |             |
| 2009 | Gli amori son finestre Columbia | IT22 (5 Wo.)IT | — | — |             |

grau schraffiert: keine Chartdaten aus diesem Jahr verfügbar

### Kompilationen (Auswahl)
| Jahr | Titel Musiklabel                       | Höchstplatzierung, Gesamtwochen, AuszeichnungChartplatzierungen (Jahr, Titel, Musiklabel, Platzierungen, Wochen, Auszeichnungen, Anmerkungen) | Höchstplatzierung, Gesamtwochen, AuszeichnungChartplatzierungen (Jahr, Titel, Musiklabel, Platzierungen, Wochen, Auszeichnungen, Anmerkungen) | Höchstplatzierung, Gesamtwochen, AuszeichnungChartplatzierungen (Jahr, Titel, Musiklabel, Platzierungen, Wochen, Auszeichnungen, Anmerkungen) | Anmerkungen                        |
| Jahr | Titel Musiklabel                       | IT | CH | ES | Anmerkungen                        |
| ---- | -------------------------------------- | --- | --- | --- | ---------------------------------- |
| 1993 | L’oro di Mango Fonit Cetra             | IT13 (4 Wo.)IT | — | — |                                    |
| 1999 | Visto così WEA                         | IT2 (43 Wo.)IT | — | — |                                    |
| 2005 | Tutto Mango: oro e platino Warner      | IT20 Gold (2014) · (30 Wo.)IT | — | — | Verkäufe: + 25.000                 |
| 2014 | Collection Rhino                       | IT48 (3 Wo.)IT | — | — |                                    |
| 2014 | Le più belle canzoni di Mango Warner   | IT57 Gold (2015) · (2 Wo.)IT | — | — | erschienen 2006 Verkäufe: + 25.000 |
| 2014 | 3CD Collection Warner                  | IT45 (3 Wo.)IT | — | — |                                    |
| 2014 | Tutti i successi Sony                  | IT48 (5 Wo.)IT | — | — |                                    |
| 2019 | Tutto l’amore che conta davvero Warner | IT20 Gold · (10 Wo.)IT | — | — | Verkäufe: + 25.000                 |

grau schraffiert: keine Chartdaten aus diesem Jahr verfügbar

### Singles (Auswahl)
| Jahr | Titel Musiklabel                            | Höchstplatzierung, Gesamtwochen, AuszeichnungChartplatzierungen (Jahr, Titel, Musiklabel, Platzierungen, Wochen, Auszeichnungen, Anmerkungen) | Höchstplatzierung, Gesamtwochen, AuszeichnungChartplatzierungen (Jahr, Titel, Musiklabel, Platzierungen, Wochen, Auszeichnungen, Anmerkungen) | Höchstplatzierung, Gesamtwochen, AuszeichnungChartplatzierungen (Jahr, Titel, Musiklabel, Platzierungen, Wochen, Auszeichnungen, Anmerkungen) | Anmerkungen                                                                      |
| Jahr | Titel Musiklabel                            | IT | CH | ES | Anmerkungen                                                                      |
| ---- | ------------------------------------------- | --- | --- | --- | -------------------------------------------------------------------------------- |
| 1986 | Lei verrà Odissea                           | IT4 (18 Wo.)IT | — | — | 2014 Platz 55 (1 Woche) der FIMI-Charts                                          |
| 1987 | Bella d’estate / Flor de verano Adesso      | IT4 Gold (2023) · (16 Wo.)IT | CH24 (1 Wo.)CH | ES3 (28 Wo.)ES | 2014 Platz 62 (1 Woche) der FIMI-Charts Charteinstieg ES 1988 Verkäufe: + 50.000 |
| 1988 | Stella del nord / Estrella del norte Adesso | — | — | ES8 (7 Wo.)ES |                                                                                  |
| 1990 | Tu… sì Sirtaki                              | IT13 (23 Wo.)IT | — | — |                                                                                  |
| 1990 | Nella mia città / Mi ciudad Sirtaki         | IT17 (7 Wo.)IT | — | — |                                                                                  |
| 1990 | Come Monna Lisa Sirtaki                     | IT18 (4 Wo.)IT | — | — |                                                                                  |
| 1998 | Luce Credo                                  | IT10 (1 Wo.)IT | — | — | mit Zenima                                                                       |
| 2002 | La rondine Disincanto                       | IT5 Platin (2024) · (26 Wo.)IT | — | — | Verkäufe: + 100.000                                                              |
| 2004 | Ti porto in Africa                          | IT7 (14 Wo.)IT | — | — |                                                                                  |
| 2006 | Piccolissima Ti amo così                    | IT34 (3 Wo.)IT | — | — |                                                                                  |
| 2007 | Chissà se nevica L’albero delle fate        | IT12 (11 Wo.)IT | — | — |                                                                                  |
| 2007 | Dentro me ti scrivo L’albero delle fate     | IT18 (5 Wo.)IT | — | — |                                                                                  |
| 2008 | La stagione dell’amore Acchiappanuvole      | IT17 (8 Wo.)IT | — | — | feat. Franco Battiato                                                            |
| 2014 | Mediterraneo Come l’acqua (1992)            | IT64 (1 Wo.)IT | — | — |                                                                                  |
| 2014 | Oro Odissea (1986)                          | IT28 Platin (2024) · (1 Wo.)IT | — | — | Verkäufe: + 100.000                                                              |
| 2014 | Amore per te Visto così (1999)              | IT94 (1 Wo.)IT | — | — |                                                                                  |

grau schraffiert: keine Chartdaten aus diesem Jahr verfügbar

## Bibliografie
- Nel malamente mondo non ti trovo. Pendragon, 2004, ISBN 978-888342319-2.
- Di quanto stupore. Pendragon, 2007, ISBN 978-888342524-0.
- Tutte le poesie. Pendragon, 2015, ISBN 978-886598665-3.

## Belege
1. 1 2 3  Chartquellen (Alben):
  - Guido Racca: M&D Borsa Album 1964-2019. Selbstverlag, 2019, ISBN 978-1-09-470500-2, S. 214.
  - Guido Racca & Chartitalia: Top 100 FIMI Album. Lulu, 2013, S. 131.
  - Alben von Mango. In: Italiancharts.com. Hung Medien, abgerufen am 3. Mai 2024.
  - Fernando Salaverri: Sólo éxitos: año a año, 1959–2002. 1. Auflage, Fundación Autor-SGAE 2005, ISBN 84-8048-639-2.
2. 1 2 3 4 5 6  Certificazioni. FIMI, abgerufen am 4. Dezember 2024 (italienisch).
3. ↑  Chartquellen (Singles):
  - Guido Racca: M&D Borsa Singoli 1960-2019. Selbstverlag, 2019, ISBN 978-1-09-326490-6, S. 288.
  - Guido Racca & Chartitalia: Top 100 FIMI Singoli. Lulu, 2013, S. 116.
  - Archivio classifiche Top Singoli. FIMI, abgerufen am 3. Juni 2025 (italienisch).
  - Fernando Salaverri: Sólo éxitos: año a año, 1959–2002. 1. Auflage, Fundación Autor-SGAE 2005, ISBN 84-8048-639-2.

| Personendaten    | Personendaten                                                 |
| ---------------- | ------------------------------------------------------------- |
| NAME             | Mango                                                         |
| ALTERNATIVNAMEN  | Mango, Giuseppe (vollständiger Name); Mango, Pino (Spitzname) |
| KURZBESCHREIBUNG | italienischer Cantautore (Liederdichter)                      |
| GEBURTSDATUM     | 6. November 1954                                              |
| GEBURTSORT       | Lagonegro, Provinz Potenza                                    |
| STERBEDATUM      | 8. Dezember 2014                                              |
| STERBEORT        | Policoro, Provinz Matera                                      |